# エルネスティーネ・シューマン＝ハインク

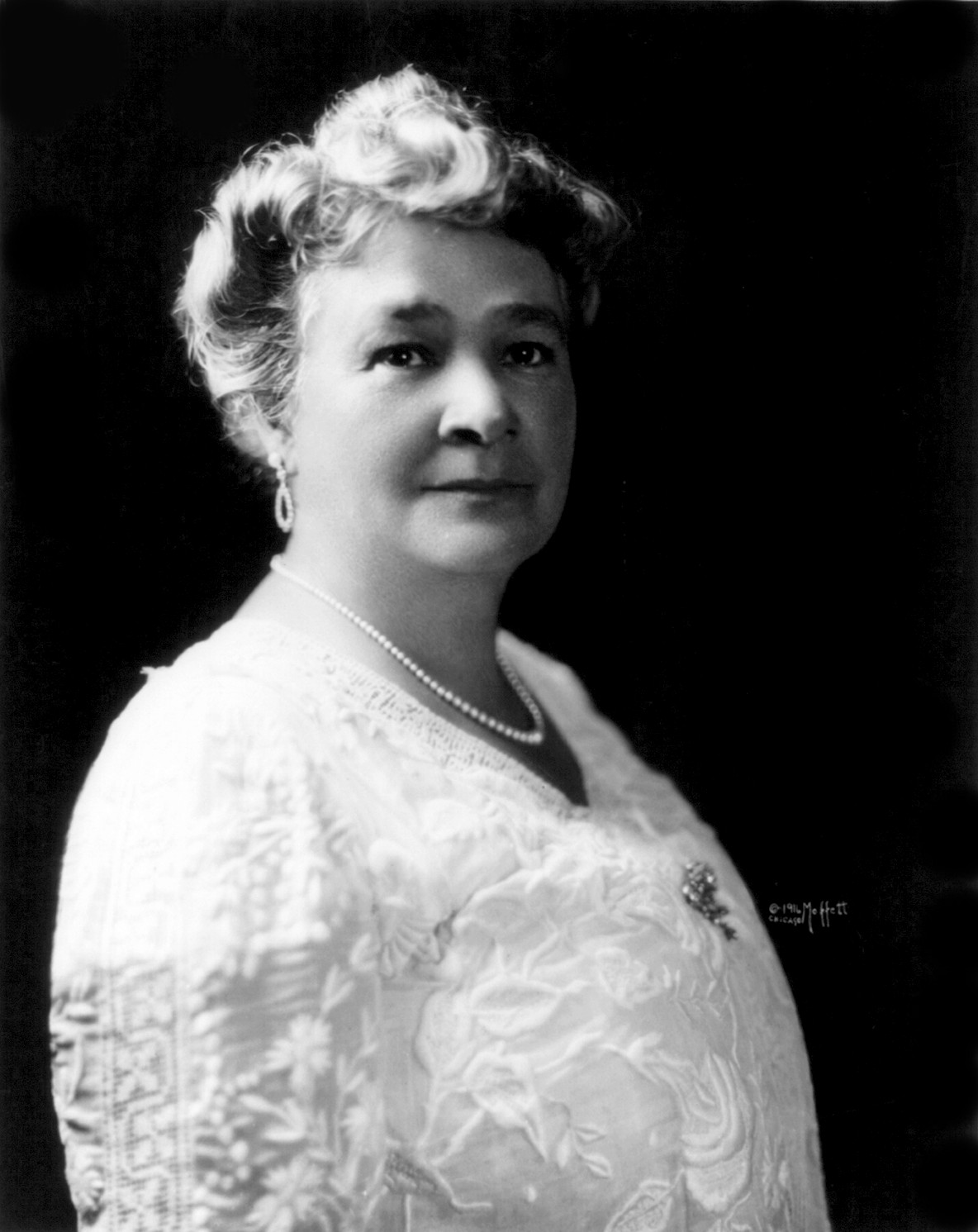
エルネスティーネ・シューマン＝ハインク

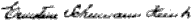
サイン

エルネスティーネ・シューマン＝ハインク（Ernestine Schumann-Heink, 1861年6月15日 - 1936年11月17日）はオペラ歌手。巧みなコントロールと優れた音色、美声と広い音域によって著名なコントラルトであった。旧姓は「レスラー」で、少女時代はエルネスティーネの縮小形による愛称を用いて、ティニと呼ばれていた（Tini Rössler）。
プラハ近郊のドイツ語圏である小都市リーベンにオーストリア人として生まれる。靴職人の父親ハンスは、以前はオーストリアの騎兵隊に仕官していたのだが、19世紀にオーストリア領であったイタリア北部に駐在中に、シャルロッテ・ゴルトマンと出逢い、結婚してリーベンに連れ帰ったのであった。エルネスティーネがまだ3歳のとき、レスラー家はヴェローナに転居した。1866年に普墺戦争が勃発すると、一家はプラハに逃げ延び、エルネスティーネはその地のウルズリーネ女子修道会の附属学校に学んだ。終戦後に一家はクラクフ近郊のポドグロズイ（Podgrozj）に移り住み、エルネスティーネが13歳になる頃、今度はグラーツに越した。この地で彼女は、引退中の元オペラ歌手マリエッタ・フォン・ルクレールに出会い、その声楽の指導を受けるようになる。
1877年にグラーツで、ベートーヴェンの《第九》でコントラルトとして歌手デビューを果たす。翌1878年10月15日、ドレスデン宮廷歌劇場で《トロヴァトーレ》のアズチェーナ役でオペラ界にデビュー。
1882年に、同歌劇場の秘書エルネスト・ハインクと結婚し、4人の子をもうける。これによってハインク夫妻の契約期間が脅かされるようになり、2人して同歌劇場の職をやにわに去ることとなった。夫は地方の税関に職を得て、間もなくハンブルクへと移った。エルネスティーネはドレスデンに留まり続けて歌手活動を続けたが、ようやくハンブルク歌劇場に地位を確保したときには、夫を拒むようになっていた。
夫エルネストは、ハンブルクの政官界からザクセン人が追放されたのに伴い失職し、仕事を探しにザクセンへと旅立って行った。エルネスティーネは身重であり、夫について行かなかったのである。1893年に離婚が成ると、同年に俳優パウル・シューマンと結婚してシューマン＝ハインクと名乗るようになり、さらに3人の子供をもうけた。今度の結婚生活は、1904年に夫パウルと死別するまで続いた。
ハンブルク歌劇場の監督とプリマドンナのマリーエ・ゲッツェがいさかいを起こした時、エルネスティーネに突破口が開かれ、大役が転がり込んできた。劇場監督から《カルメン》の主役を演じるように依頼され、リハーサルなしで大評判をとったのである。マリーエ・ゲッツェが、あてつけがましく、翌日の夜に上演予定の《預言者》のフィード役までキャンセルしたため、再びエルネスティーネが代役を務めた。その翌晩の《ローエングリン》のオルトルート役でも、リハーサルなしでゲッツェの代役をこなし、10年間の契約を結ぶことが出来た。
ロンドンのコヴェント・ガーデン王立歌劇場ではマーラーと共演し、バイロイトでは1896年から1914年までバイロイト音楽祭におけるワーグナー作品の歌唱によって名声を馳せた。1898年にニューヨークのメトロポリタン歌劇場にデビュー、それから数十年間にわたる関係を結んだ。1900年には数多くの録音を残している。
1905年にマネージャーのヴィルヘルム・ラップ2世と結婚する（1915年に離婚）。新婚の夫の不動産をめぐってドイツで訴訟合戦が繰り広げられる中、彼女は1905年2月10日にアメリカ合衆国に帰化を申請し、1908年3月3日に最終認定を受けた。ニュージャージー州モントクレアのコールドウェル・マウンテンに新宅「ヴィラ・フィデス」を構え、1906年4月から1911年12月まで夫とともにそこに住んだ。その後は（1910年2月に）カリフォルニア州サンディエゴに2km平方の土地を買い、生涯のほとんどをその地で暮らした。
1909年に、リヒャルト・シュトラウスの《エレクトラ》の初演において、クリュテムネストラ役で出演。この作品について、彼女自身は決して高い評価を与えていなかったことを認めており、一方のシュトラウスの側はというと、彼女の演技にほとんど心奪われなかったという。一説によるとシュトラウスは、リハーサルの間、オーケストラに向かって「もっと大きく! まだマダム・シューマン＝ハインクの声が聞こえるぞ!」と叱り付けていたという。
第一次世界大戦中はアメリカ国内で演奏旅行を行い、戦争への義捐金の拠出に協力したが、彼女の身内は2つの陣営に引き裂かれていた。貿易商人の息子アウグスト・ハインクはドイツで従軍し、海軍の潜水艦で活動した。一方、義理の息子ヴァルター・シューマンと実子ハインリヒ・ハインクおよびジョージ・ワシントン・シューマンはアメリカ海軍に入隊したのである。
1921年には来日し、帝国劇場でリサイタルを開催した。
1926年のクリスマスに、初めてラジオ放送に出演して《きよしこの夜》をドイツ語と英語で歌う。この慣わしは、1935年のクリスマスまで続けられた。1932年にメトロポリタン歌劇場で最後の出演を果たしてから、その後は毎週ラジオ番組で活躍した。
1936年に白血病により急逝。

## 出演オペラ
- 《ローエングリン》オルトルート[2]
- 《ワルキューレ》フリッカ/ヴァルトラウテ[3]
- 《ラインの黄金》エルダ/フロースヒルデ[4]
- 《ジークフリート》エルダ[5]
- 《神々の黄昏》ヴァルトラウテ/第1のノルン[6]
- 《トリスタンとイゾルデ》ブランゲーネ[7]
- 《さまよえるオランダ人》マリー[8]
- 《預言者》フィデス[9]
- 《ニュルンベルクのマイスタージンガー》マクダレーネ[10]
- 《ウィンザーの陽気な女房たち》ライヒ夫人[11]
- 《タンホイザー》羊飼い[12]
- 《ヘンゼルとグレーテル》魔女[13]

## 注
1. ↑  増井敬二『日本オペラ史　～1952』（水曜社、2003年）
2. ↑  Lohengrin {121} Chicago, Illinois: 11/7/1898
3. ↑  Die Walküre {49} Chicago, Illinois: 11/18/1898
4. ↑  Das Rheingold {21} Ring Cycle [11 Uncut. Metropolitan Opera House: 01/12/1899]
5. ↑  Siegfried {45} Ring Cycle [11 Uncut. Metropolitan Opera House: 01/19/1899]
6. ↑  Götterdämmerung {29} Ring Cycle [11 Uncut. Metropolitan Opera House: 01/24/1899]
7. ↑  Tristan und Isolde {36} Matinee ed. Metropolitan Opera House: 02/25/1899
8. ↑  Der Fliegende Holländer {13} Boston Theatre, Boston, Massachusetts: 12/13/1899
9. ↑  Le Prophète {40} Metropolitan Opera House: 01/10/1900
10. ↑  Die Meistersinger von Nürnberg {53} Metropolitan Opera House: 01/24/1900
11. ↑  Die Lustigen Weiber von Windsor {1} Metropolitan Opera House: 03/9/1900
12. ↑  Tannhäuser {94} Pittsburgh, Pennsylvania: 04/17/1900
13. ↑  Hänsel und Gretel {25} Pagliacci {63} Metropolitan Opera House: 03/22/1907